# Turbonegro
I Turbonegro sono una death punk band norvegese nata nel 1990 a Oslo.

## Storia
Nati a Oslo nel 1990, i Turbonegro erano una band che suonava un rock pesante influenzato da artisti come Kiss, Alice Cooper e Mötley Crüe.
La loro principale caratteristica era quella di suonare con abiti e gesti trasgressivi e i concerti dal vivo non disdegnavano depravazione, perversione, volgarità e piromania.
L'album che li ha consacrati è "Ass Cobra" uscito nel 1996; a causa di testi molto sporchi è stato causa di critiche e censure, ma molti hanno saputo apprezzare il loro stile, un misto di hard rock, heavy metal e punk rock (si autodefiniscono death punk) ispirato al suono di band attive a cavallo tra gli anni settanta ed ottanta.
Nel 1998 il gruppo si è dovuto sciogliere a causa del collasso di Von Helvete, causato dall'abuso di droghe pesanti.
Nel 2003 con il recupero di Von Helvete, la band torna in attività registrando "Scandinavian leather" e con diversi tour in Europa.
Nel 2007 i Turbonegro firmano con Edel Entertainment GmbH, grande etichetta indipendente con base ad Amburgo, e pubblicano l'album "Retox" il 15 giugno. Un disco che, pur proseguendo il cammino degli ultimi lavori, riporta i Turbonegro al sound essenziale degli esordi.
Il 26 ottobre 2007 Rune Rebellion annuncia attraverso il sito ufficiale di voler abbandonare la band; il concerto al Folken di Stavanger, il giorno seguente, è stato il suo ultimo show.
Tuttavia Rune Rebellion continua a essere coinvolto nelle attività della band, in quanto si occupa del management e dell'etichetta discografica del gruppo, la Scandinavian Leather Recordings.
Il 9 luglio 2010, è stato annunciato sui giornali norvegesi che Hank ha lasciato la band, motivando la scelta come "una rinascita da sobrio" in seguito a un programma di recupero per la tossicodipendenza di cui soffriva. In seguito la band ha deciso di sciogliersi dopo 20 anni di onorato servizio.
2011: Euroboy ha dichiarato in un'intervista a "Lydverket" che i Turbonegro appariranno con Tony Sylvester (voce) per la prima volta ad Amburgo il 15 luglio.
È stato anche affermato che i Turbonegro stanno attualmente lavorando sul loro nuovo album con Tony.
Rune Rebellion è ritornato nella band come chitarrista ritmico.

## Componenti
- Thomas Seltzer «Happy-Tom» aka «Tom of Norway» (1989–1990, 1996–present) - basso elettrico
- Rune Grønn «Rune Rebellion» (1989–2007, 2011–present) - chitarra
- Knut Schreiner «Euroboy» (1996–present) - chitarra solista
- Tony Sylvester «The Duke of Nothing» (2011–present) - cantante
- Tommy Akerholdt «Tommy Manboy» (2011–present) - batteria

## Componenti part-time
- Pål Bøttger Kjærnes «Pål Pot Pamparius» (1989–1995, 1996–2010, part-time 2011–present) - tastiere, chitarra

## Ex componenti
- Hank Von Helvete nomi d'arte Hertugen, Hertis, Hank from Hell (vero nome Hans Erik Dyvik Husby) (1993–2010) - cantante
- Chris Summers (Christer Engen), nomi d'arte The Rolex of Drummers, The Prince of Drummers (1997–2008) - batteria
- Tomas Dahl, nomi d'arte T.D., Caddy (2008–2009) - batteria, percussioni

## Discografia

### Album in studio
- 1992 - Hot Cars and Spent Contraceptives
- 1994 - Never Is Forever
- 1996 - Ass Cobra
- 1998 - Apocalypse Dudes
- 2003 - Scandinavian Leather
- 2005 - Party Animals
- 2007 - Retox
- 2012 - Sexual Harassment
- 2018 - RockNRoll Machine

### EP
- 1990 - Turboloid
- 1993 - (He's a) Grunge Whore

### Split
- 1995 - Stinky Fingers
- 1995 - Flabby Sagging Flesh

### Live
- 1999 - Darkness Forever!

### Raccolte
- 1993 - Helter Skelter
- 2001 - Love It To Deathpunk
- 2005 -Small Feces

### Singoli
- 1989 - Computech
- 1989 - Computech + Route Zero
- 1989 - Route Zero
- 1991 - Vaya Con Satan
- 1995 - Denim Demon
- 1995 - Bad Mongo
- 1995 - I Got Erection
- 1996 - Prince Of The Rodeo
- 1997 - Suffragette City
- 1998 - Get It On
- 2003 - Fuck the World (F.T.W.)
- 2003 - Locked Down
- 2003 - Sell Your Body (To The Night)
- 2005 - High On The Crime
- 2005 - City Of Satan
- 2007 - Do You Do You Dig Destruction